# Pseudothyridium bogotense
Pseudothyridium bogotense är en skalbaggsart som beskrevs av Kirsch 1870. Pseudothyridium bogotense ingår i släktet Pseudothyridium och familjen Rutelidae. Inga underarter finns listade i Catalogue of Life.